# Poly Implant Prothèse
Poly Implants Prothèse (PIP) var ett franskt företag som tillverkade bröstimplantat. Företaget grundades 1991 av fransmannen Jean-Claude Mas, född 1939. Enligt vissa källor var Mas tidigare slaktare. Andra uppger att han hade arbetat i 15 år som medicinsk säljrepresentant för företaget Bristol Myers. PIP likviderades 2011.
Företaget och dess grundare var inblandade i en offentlig sjukvårdsskandal. PIP producerade under sina 20 år cirka 100 000 implantat årligen. Implantaten såldes bland annat till Brasilien och Argentina och västeuropeiska marknader, däribland Storbritannien (25 000), Tyskland, Spanien, Italien, samt till Australien (8 900). Ungefär 300 000 kvinnor världen över kan ha fått gelimplantat från PIP.

## Sverige
Ungefär 5 000 implantat från PIP har sålts i Sverige, vilket betyder att ungefär 2 500 svenska kvinnor kan ha fått de kontroversiella implantaten. Enligt Läkemedelsverket har nio kliniker i Sverige sålt implantat från PIP. Myndigheten rekommenderar att de inopererade implantaten ska tas bort. I Sverige liksom i flera andra europeiska länder förbjöds företagets implantat i mars 2010, eftersom många implantat brast eller läckte samt innehöll undermålig silikongel som kan orsaka inflammation och irritation. "Vi har fall där implantaten har spruckit här i Sverige, men det är färre än i Frankrike i förhållande till hur många kvinnor som har dessa implantat i de bägge länderna" och "Det var helt oacceptabelt. Implantaten ska inte spricka, och ska inte ha en irriterande effekt om de sprids i kroppen. Det företaget har sysslat med är kriminellt, rent ut sagt" sade Gert Bruse, utredare vid Läkemedelsverket. PIP:s implantat har i Sverige bara använts i kosmetisk bröstförbättringskirurgi och inte i rekonstruktiv kirurgi.
PIP:s bröstimplantat riskerar att spricka och giftiga ämnen läcker då ut i kroppen. Hur många som har drabbats i Sverige vet ingen, klinikerna rapporterar inte in till biverkningsregistret.
Ordförande för Svensk förening för estetisk plastikkirurgi har sagt att klinikerna känner en oro för patientsekretessen. Ordförande för Svensk plastikkirurgisk förening har också sagt att det handlar om en avsaknad av klassificeringskoder. Detta har påtalats för Socialstyrelsen utan resultat, sade de båda ordförandena. Avdelningschefen på Socialstyrelsen, sade att ett omfattande internationellt system för rapportering av både ingrepp, diagnoser och symtom redan finns, samt att det finns föreskrifter att sådant skall rapporteras in. Vissa patienter har fått igenom utbyte först sedan implantaten blev förbjudna. En patient sade "-Jag blev fruktansvärt dåligt bemött. Jag tror de hade spruckit, men det vet jag inte för jag fick aldrig se dem. Mitt råd är att ha skriftligt på allt som sägs. Om något händer kommer ingen att stå för vad de sagt. Allt handlar bara om pengar."
Den 10 januari 2012 hade Läkemedelsverket kontaktat samtliga kliniker och ställt krav på att omedelbart rapportera in biverkningar. Efter detta kan man bättre följa upp implantatens brister. Klinikerna skulle redan 2010 när implantaten förbjöds kontaktat de patienter som fått implantat från PIP för att informera om läget. Men de kvinnor som fått besvär av sina implantat har i flera fall avfärdas av klinikerna. I många fall har klinikerna också struntat i att rapportera in biverkningar och därmed brutit mot Socialstyrelsens föreskrifter.
De svenska klinikerna som köpte in bröstimplantat från PIP var:
| Klinik                              | Fritt borttagande | Nytt kostnadsfritt | Fri narkos    |
| ----------------------------------- | ----------------- | ------------------ | ------------- |
| Art Clinic, Göteborg                | Ja                | Nej                | Ja            |
| Artistic Plastic Surgery, Halmstad  | Ja                | Nej                | Ej beslutat   |
| Estetisk kirurgi i Ockelbo, Ockelbo | Ja                | Kraftig rabatt     | Okänd kostnad |
| Kosmetisk Kirurgi, Falköping        | Ja                | Nej                | 2 500 SEK     |
| Nackakliniken, Nacka                | Ja                | Nej                | Ja            |
| Nordmed, Strömstad                  | Ja                | Ja                 | Ja            |
| Plastikkirurgi i Hässleholm, Stoby  | Ja                | Nej                | Ja            |
| Proforma Clinic, Stockholm          | Ja                | Om trasig          | Ja            |
| Reformedica, Örebro                 | Ja                | Rabatt 20 %        | 2 000 SEK     |